# Блакитний понеділок
Блакитний понеділок (гнітючий, сумний понеділок, англ. Blue Monday) — назва для позначення найбільш депресивного дня року, який зазвичай припадає на третій понеділок січня. Термін Blue Monday впровадив британський психолог Кліфф Арналл (Cliff Arnall) 2005 року. Арналл визначив цю дату за допомогою математичної формули, яка містить метеорологічні дані (короткий день, низький рівень сонячної енергії), психологічні дані (усвідомлення недотримання новорічних обіцянок самому собі) і економічні (наближаються терміни, в які потрібно сплачувати кредити, пов'язані зі святковими закупівлями).
Ця ідея вважається псевдонауковою.

## Обчислення
Стан психічного здоров'я подає така формула:
{\displaystyle {\frac {[W+(D-d)]\times T^{Q}}{M\times N_{a}}}}
де:
- W — погода (англ. weather)
- D — борг, дебет (англ. debt)
- d — місячна заробітна плата
- T — час від Різдва (англ. time)
- Q — невиконання новорічних обіцянок самому собі
- M — низький рівень мотивації (англ. motivational)
- Na — відчуття потреби діяти (англ. a need to take action)

## Визначені дати
Blue Monday, на підставі досліджень Арналла, визначено на:
- 24 січня 2005
- 23 січня 2006
- 22 січня 2007
- 21 січня 2008
- 19 січня 2009
- 25 січня 2010
- 24 січня 2011
- 16 січня 2012
- 21 січня 2013
- 20 січня 2014
- 19 січня 2015
- 18 січня 2016
- 16 січня 2017
- 15 січня 2018
- 21 січня 2019
- 20 січня 2020
- 18 січня 2021
- 17 січня 2022
- 23 січня 2023
- 15 січня 2024
- 20 січня 2025
- 19 січня 2026

## Найщасливіший день
Кліфф Арналл визначив також найщасливіший день у році — у 2005 році 24 червня, у 2006 році 23 червня, у 2008 році 20 червня, у 2009 році, 19 червня, а в 2010 — 18 червня.